# マダガスカルジャコウネコ
マダガスカルジャコウネコ（Fossa fossana）は、マダガスカルマングース科ファナロカ属に分類される食肉類。本種のみでファナロカ属を構成する。別名ファナロカ。

## 分布
マダガスカル東部固有種

## 形態
体長40-47cm。尾長21-30cm。体重オス2-2.5kg、メス1.4-1.7kg。尾は円筒形。背面は褐色や灰赤色、腹面は白や灰色の体毛で密に被われる。背面や体側面、大腿部には縦縞状に暗褐色の斑点が並ぶ。尾の背面には黒い帯模様が入る。
四肢は細長い。指趾には引っ込めることができる爪が生えるが、前肢第1指には爪がない。頬や頸部に臭腺があるが、生殖器に臭腺（会陰腺）はない。
出産直後の幼獣は体毛で被われ、眼が開いている。乳首の数は2。

## 生態
多雨林や常緑広葉樹林に生息するが、やや乾燥した落葉樹林にも生息する。地表棲だが、樹上に登ることもある。ペアで生活し、他の個体と遭遇すると鳴き声をあげる。夜行性で、昼間は岩の隙間や樹洞などで休む。
食性は動物食傾向の強い雑食で、小型哺乳類、小型爬虫類、カエル、魚類、甲殻類、ミミズ、果実などを食べる。
繁殖形態は胎生。8-9月に交尾を行う。妊娠期間は80-89日。10-翌1月に1回に1頭の幼獣を産む。授乳期間は2-3か月。生後2年で性成熟する。

## 人間との関係
家禽を捕食する害獣とみなされることもある。
開発による生息地の破壊、狩猟などにより生息数は減少している。